# Безпритульні в Гарварді: історія Ліз Мюррей
Безпритульні в Гарварді: історія Ліз Мюррей (англ. Homeless to Harvard: The Liz Murray Story) — американський біографічний фільм 2003 року режисера Пітера Левіна. Фільм був знятий для телебачення та був заснований на дійсних фактах.

## Сюжет
Сюжет фільму оснований на реальних подіях. Дві сестри, «Ліз» (Тора Берч) та Ліза, живуть зі своїми батьками — матір'ю-алкоголічкою та нестабільним, антисоціальним батьком. Наркозалежні та ВІЛ-позитивні батьки не дбають ні про прибирання в квартирі, ні про освіту своїх дітей. Мізерні гроші, які вони отримують, використовуються для купівлі наркотиків замість їжі. Ліз, яка має 14 років, рідко миється, мало їсть і майже ніколи не ходить до школи, де над нею знущаються. Проте вона має вражаючі інтелектуальні здібності від природи. Вона вдома читає кількатомну енциклопедію, яку знайшов у сміттєвому баку сусід, і навіть отримує відмінну оцінку за шкільне завдання. Однак ні вчитель, ні соціальні служби не можуть переконати її відвідувати школу. Коли Ліз було 15 років, через нестерпні умови проживання та смерть матері, вона втікає з дому і стає бездомною. Однак, поступово вона починає розуміти, що таке життя веде її до загибелі, їй вдається відновити навчання та закінчити школу за два роки замість чотирьох і згодом вступити до Гарвардського університету, який закінчила у червні 2009 року, та стала дипломованим спеціалістом у галузі психології.

## Ролі виконують
- Тора Берч — Елізабет «Ліз» Мюрей[en]
  - Еллен Пейдж — юна Ліз
- Майкл Райлі[en] — Пітер Фіннеті
- Роберт Бокcтел[en] — Дейвід
- Макіла Сміт[en] — Кріс
- Келлі Лінч — Джін Мюррей

## Нагороди
- 2003 — Прайм-тайм премія «Еммі» Американської телевізійної академії:
  - Премія «Еммі» за найкращу жіночу роль у мінісеріалі або серіалі-антології, або телефільмі — Тора Берч
- 2003 — Прайм-тайм премія «Артіос» Американського товариства фахівців з кастингу